# Округ Рандолф (Мисури)
Округ Рандолф (енгл. Randolph County) је округ у америчкој савезној држави Мисури.

## Демографија
По попису из 2010. године број становника је 25.414, што је 751 (3,0%) становника више него 2000. године.
| Група             | 2000.          | 2010.          |
| Белци             | 22.164 (89,9%) | 22.865 (90,0%) |
| Афроамериканци    | 1.734 (7,0%)   | 1.490 (5,9%)   |
| Азијати           | 97 (0,4%)      | 106 (0,4%)     |
| Хиспаноамериканци | 282 (1,1%)     | 413 (1,6%)     |
| Укупно            | 24.663         | 25.414         |